# Laurentino Cortizo
Laurentino Cortizo Cohen  (Ciudad de Panamá, 30 de enero de 1953) es un administrador, ganadero y político panameño. Desde el 1 de julio de 2019 al 30 de junio de 2024 fue presidente de Panamá. Miembro del Partido Revolucionario Democrático (PRD), fue asimismo integrante de la Asamblea Legislativa entre 1994 y 2004 (siendo 
presidente del órgano entre 2000 y 2001).
En 2004, durante la presidencia de Martín Torrijos, fue ministro del Desarrollo Agropecuario, pero renunció al cargo el 6 de enero de 2006 por estar en desacuerdo con ciertas cláusulas del Tratado de Libre Comercio entre Estados Unidos y Panamá, en especial de que Panamá flexibilizara sus medidas fitosanitarias y zoosanitarias ante los Estados Unidos.

## Biografía
Nació en la Ciudad de Panamá, siendo sus padres Laurentino Cortizo Cortizo, de origen español (natural de la aldea de Ricovanca, en Beariz, Orense), y Esther Cohen, de origen hebreo. Cursó estudios primarios en el Colegio Javier y secundarios en el Colegio de La Salle en Nicaragua. Realizó estudios en la Academia Militar de Valley Forge, Pennsylvania. Obtuvo el título de licenciado en Administración de Empresas en la Universidad de Norwich, Estados Unidos. Realizó una maestría en Administración de Empresas y estudios de doctorado en Comercio Internacional y Mercadotecnia en la Universidad de Texas, en Austin.

## Vida profesional
Después de graduarse, viajó a Washington en 1981 para trabajar como asesor técnico del secretario general de la Organización de Estados Americanos (OEA).
En noviembre de 1986, fue nombrado embajador representante alterno de Panamá ante la OEA, siendo miembro de la Comisión de Presupuesto y del Grupo de Trabajo sobre el Sector Privado. Presidió el Grupo de Trabajo sobre los Problemas de Desarrollo de los Estados del Istmo Centroamericano. En ese período, presidió la Comisión Ejecutiva Permanente del Consejo Económico y Social.
Desde 1986 y hasta la actualidad, ejerce su profesión en el sector privado en las empresas Grupo Cortizo, Panablock (empresa de materiales de construcción) y Hacienda Hermacor (ganadería de alta genética).

## Trayectoria política

### Como legislador
En 1994 fue elegido bajo el Partido Solidaridad como legislador por el circuito 3-2, perteneciente a la provincia de Colón. En 1998 fue escogido primer vicepresidente de la Asamblea Legislativa de Panamá.
En 1999, fue nominado en las elecciones generales como candidato a la segunda vicepresidencia de la república, siendo compañero de fórmula del candidato Martín Torrijos, del PRD y de Raúl «Beby» Arango, del Partido Liberal Nacional. A pesar de que la fórmula presidencial fue derrotada, Cortizo pudo reelegirse como legislador y en 2000 fue elegido presidente de la Asamblea Legislativa.
Si bien, en 1999 Cortizo mantuvo un apoyo condicionado al Gobierno de la presidenta Mireya Moscoso, a través del Pacto de La Pintada, su elección como presidente del órgano legislativo al año siguiente fue hecha contraria a la línea de Solidaridad, que había terminado con el PRD y se había adherido al Partido Arnulfista luego de las elecciones generales. Cortizo se adhirió al Pacto para el Mejoramiento y Transformación de la Asamblea (META) y mantuvo un apoyo político con el PRD, dando motivos para su posible expulsión de Solidaridad, aunque no se concretó. Mantuvo su línea disidente hasta el final de su período legislativo y expresó su apoyo a Martín Torrijos del PRD como candidato presidencial con miras a las elecciones generales de 2004.

### Ministro
En 2004 se inscribió formalmente en el PRD y, tras la victoria electoral de Torrijos como presidente de la república, Cortizo fue designado como Ministro de Desarrollo Agropecuario.
Cortizo asumió el puesto en medio de las negociaciones del sector agropecuario para el establecimiento de un Tratado de Libre Comercio entre Panamá y Estados Unidos, donde los productores sentían escepticismo sobre los acuerdos que accedían los negociadores panameños ante EE. UU. Sin embargo, el 22 de septiembre de 2005 Cortizo recibió en su despacho un documento proveniente de la oficina del Representante de Comercio de los Estados Unidos, en donde tenía que estampar su firma junto con la de los ministros de Comercio e Industrias, Alejandro Ferrer, y de Salud, Camilo Alleyne. En dicho documento, EE. UU. buscaba que Panamá ofreciera un trato especial a sus importaciones bovinas y avícolas, ignorando los controles sanitarios nacionales y ofreciendo como única garantía las certificaciones sanitarias que emitieran sus entidades de inspección en EE. UU., modificando los acuerdos alcanzados anteriormente donde ambos países adoptarían las normas fitosanitarias y zoosanitarias según la Organización Mundial del Comercio. El documento en cuestión se trató con cierta confidencialidad, pero Cortizo consultó con funcionarios de confianza quienes coincidieron en que dicha modificación perjudicaba al sector, por lo que no estampó su firma.
El 6 de enero de 2006, Cortizo no viajó a Washington, donde se haría la novena ronda de conversaciones, y fue a la residencia del presidente Torrijos para presentar personalmente su renuncia y exponer su oposición a las negociaciones. El 10 de enero de 2006, poco antes de iniciar la primera fase de la ronda, Cortizo convocó una rueda de prensa donde públicamente anunció su renuncia y denunció la existencia del documento. Tras la renuncia, el Gobierno nombró a Guillermo Salazar, quien era encargado de las negociaciones agrícolas, como nuevo ministro y trató de minimizar el efecto dejado por Cortizo, aclarando que el documento jamás fue refrendado. Las presiones del sector agropecuario tras el escándalo forzaron las negociaciones del tratado a una décima ronda.

### Primeras aspiraciones presidenciales
Tras su renuncia como ministro mantuvo un bajo perfil político, pero, el 7 de mayo de 2008, anunció su postulación como precandidato presidencial en las elecciones primarias del PRD. Su plan de gobierno estaba basado en seis ejes: combate a la pobreza y marginación, estado de derecho, educación para la vida y el trabajo, economía competitiva para generar empleos, instituciones independientes, corrupción y transparencia y rendición de cuentas. Tras las elecciones primarias del 7 de septiembre de 2008, Cortizo fue vencido por Balbina Herrera y obtuvo el tercer lugar en preferencias, con un 9 % de los votos escrutados. Se sumó al equipo de campaña de Herrera para las elecciones generales de 2009 y fue el coordinador del plan de gobierno de la candidata.
En noviembre de 2012, Cortizo manifestó que no participaría en las primarias presidenciales del 10 de marzo de 2013 y mostró su apoyo a Juan Carlos Navarro, integrándose algunos de sus puntos en el plan de gobierno de Navarro. Tras las primarias, Navarro se convirtió en el candidato presidencial del partido en las elecciones generales de 2014, y Cortizo sería nombrado por Navarro como jefe del gabinete social en una eventual victoria del PRD, donde se encargaría del sector agropecuario y la canasta básica.

### Candidatura presidencial
Tras la derrota del PRD en las elecciones de mayo de 2014, el partido se sumió en una crisis de liderazgo que dejó fisuras entre Navarro, quien renunció a la secretaría general del partido, y Benicio Robinson, presidente del PRD, quien prefirió no renunciar; Cortizo fue visto como una de las posibles figuras que podrían recomponer el partido en ese momento. En 2015, Cortizo cuestionó la disputa interna y manifestó nuevamente su interés de lanzar su candidatura a la presidencia de la República en las elecciones de 2019.
El 19 de abril de 2016, Cortizo anunció formalmente su aspiración presidencial por parte del PRD, bajo el eslogan «Uniendo fuerzas», consistente en una serie de giras políticas y reuniones con las bases del partido por todo el país, aunque se le cuestionó inicialmente por la premura de su decisión, al hacerse unos dos años antes de las primarias presidenciales, y de que su decisión no contaba con el apoyo del comité ejecutivo nacional del partido. Hacia 2017, la aspiración de Cortizo tenía el respaldo del presidente del PRD, Benicio Robinson, al igual que de otras facciones importantes dentro del partido.
Una vez anunciadas las primarias presidenciales del PRD en 2018, Cortizo se postuló como precandidato el 16 de julio. En las elecciones primarias del 16 de septiembre participaron unos 17 precandidatos, de los cuales destacaban la diputada Zulay Rodríguez y el expresidente Ernesto Pérez Balladares. Cortizo obtendría la nominación como candidato presidencial del PRD, consiguiendo 215 628 votos (66 % del total).
Entre las propuestas e ideas que sostiene Cortizo, están la lucha de la pobreza, los problemas sociales y la corrupción, a la que ha denominado como la «sexta frontera»; haciendo eco a la «quinta frontera», mencionada por Omar Torrijos Herrera en la década de 1970 y que hacía referencia a la frontera de la antigua Zona del Canal de Panamá que dividía al país. También eliminaría el control de precios establecido por el Gobierno del presidente Juan Carlos Varela, y establecería mercados comunitarios como una forma de acercar a los productores y consumidores. Se ha manifestado en contra del aborto y del matrimonio igualitario, mientras que apoya el uso del cannabis medicinal. De igual modo ha expresado su intención de reformar la Constitución. Desde octubre de 2018 se comenzó a trabajar en su plan de gobierno, que fue presentado el 1 de abril de 2019.
En las elecciones, llevadas a cabo el domingo 5 de mayo, Cortizo se mostró ganador, posicionándose con 655 302 votos (33,35 %), seguido, con un estrecho margen, de Rómulo Roux, candidato del Cambio Democrático, quien alcanzó 609 003 votos, lo que representa el 30,99 % del total, y el contendiente independiente, Ricardo Lombana logró obtener 368 692 votos (18,78 %). El candidato del Partido Panameñista, José Isabel Blandón, logró obtener poco más del 10 % de votos.

## Presidencia
Cortizo asumió el cargo como presidente de Panamá el 1 de julio de 2019.
Sus primeras medidas están centradas en reformas de carácter económico y propuestas de reformas a la Constitución de Panamá.
El Gobierno de Cortizo anunció en comunicados de prensa el lanzamiento del Pacto del Bicentenario Cerrando Brechas contra la desigualdad y la pobreza, que comenzó el 26 de noviembre de 2020. Su finalidad es lograr acuerdos nacionales en materia de salud, educación, seguridad social, seguridad, economía y servicios básicos, para fundamentar las bases con miras a desarrollar una mejor nación.
Durante su presidencia, sancionó la Ley del Plan Colmena, que busca reducir la pobreza y desigualdad en los 300 corregimientos más vulnerables de Panamá. Esta ley establece un marco regulatorio para coordinar esfuerzos gubernamentales en salud, educación, nutrición y desarrollo productivo. Elevada de un decreto a ley, asegura la sostenibilidad de los programas de desarrollo integral y se alinea con los Objetivos de Desarrollo Sostenible de la Agenda 2030, destacándose como un pilar fundamental para el desarrollo social y económico del país.
Su presidencia se caracterizó por escándalos relacionados con el derroche de fondos públicos y posibles actos de corrupción. La mayoría de los casos se derivaron de programas sociales promovidos por su gobierno. Las anomalías estaban presentes en cada uno de los programas. Algunos causados por el clientelismo y amiguismo político, como por ejemplo, la entrega de vale digital, bolsas de comida y los auxilios económicos.

## Vida personal
Actualmente es cónyuge de la puertorriqueña Yazmín Colón de Cortizo y tienen dos hijos (Jorge Andrés y Carolina Esther) y dos nietos. Tuvo una formación política inspirada en los ensayos del jurista y político liberal colombiano Jorge Eliécer Gaitán, y un tío de Cortizo fue diputado por la provincia de Colón. Se declara un cristiano devoto y lector profuso de la Biblia.
En 2022, reveló que padece el síndrome mielodisplásico, un tipo de cáncer en la sangre.